# Ижбулды
Ижбулды (баш. Ишбулды) — деревня в Зилаирском районе Республики Башкортостан Российской Федерации. Входит в состав Кашкаровского сельсовета.

## География

### Географическое положение
Расстояние до:
- районного центра (Зилаир): 30 км,
- ближайшей железнодорожной станции (Сибай): 88 км.

## Население
| 2002 | 2009 | 2010 |
| ---- | ---- | ---- |
| 82   | ↘81  | ↘77  |

Национальный состав
Согласно переписи 2002 года, преобладающая национальность — башкиры (100 %).